# شینجی تاکاهیرا
شینجی تاکاهیرا (انگلیسی: Shinji Takahira؛ زادهٔ ۱۸ ژوئیهٔ ۱۹۸۴) ورزشکار دو و میدانی اهل ژاپن است.